# Macrogyrus latior
Macrogyrus latior is een keversoort uit de familie van schrijvertjes (Gyrinidae). De wetenschappelijke naam van de soort is voor het eerst geldig gepubliceerd in 1926 door Tillyard.